# Гинко билоба
Гинко билоба (Ginkgo biloba) е семенно растение, единственият съществуващ и днес вид в отдел Гинкови (Ginkgophyta), род Гинко (Ginkgo), поради което много често се нарича с родовото си наименование. В продължение на векове се смята, че е изчезнал в дивата природа, но в наши дни е установено, че се среща в ограничен район в Източен Китай, въпреки че дивият статут на тези дървета е спорен.

## Описание
Гинко е средно голямо широколистно дърво, високо до 20 – 35 m, като отделни екземпляри в Китай са достигали повече от 50 m. То често има остра корона и дълги неподредени клони. Корените са дълбоки и дървото е устойчиво на вятър и сняг. Образува голямо количество скъсени клонки, по които розетковидно се нареждат листата. По удължените клонки листата са единично разположени. Те са с много характерна ветриловидна форма, обикновено врязани на върха и оттам идва епитетът „biloba“, т.е. „двуделен“. Листата имат много характерно архаично жилкуване – всяка жилка, навлизаща от листната дръжка в листната петура, се разклонява вилообразно на две, след това всяко разклонение още на две и т.н. докато разклоненията достигнат ръба на листа. Такъв тип разклоняване се нарича „дихотомно“ или „дихотомично“. През есента листата стават ярко жълти, след което падат, понякога само за 1 до 15 дни.

## Двудомно растение
Гинко е двудомно растение, което означава, че един индивид има репродуктивни органи само от единия пол, така че индивидът може да бъде или женски или мъжки. Мъжките репродуктивни органи – макроспорофилите – са събрани в ресовидни съцветия. Женските – семепъпките се залагат по 1 – 2 на дълга дръжка. След опрашването от тях се развиват семената. Те са едри (колкото едра маслина), с месеста обвивка, която при узряване на семената ферментира и издава неприятна миризма. Семената в някои страни (Китай) се обработват със солена вода и се използват за храна.
Съчетанието от устойчивост на болести и неподатлива на насекомите дървесина правят дърветата гинко много дълголетни, като за някои екземпляри се твърди, че са на повече от 2500 години. След атомната атака над Хирошима гинко са едни от малкото оцелели дървета.

## Отглеждане
Гинко се култивира в България от края на 19 век. Първите засадени дървета растат и до днес в градината при Докторския паметник (зад Народната библиотека), както и на входа на АГ „Шейново“ и на площад „Свобода“ град Добрич. Отделни индивиди от него могат да се видят в почти всеки парк в различни градове на България.
Съществуването на растението Гинко билоба може да бъде проследено назад в земната история до юрския период. По времето на динозаврите, гинкото се е срещало върху голяма част от сушата и дори след като много други видове изчезнали, това растение се е запазило непроменено – чак до наши дни.

## Приложение
Орехоподобните семена на плодовете са особено ценени в Азия и са традиционна китайска храна. Ястия от гинко се сервират в специални поводи като сватби и на китайската Нова година. Приписват им се свойства на афродизиак. Консумирани в големи количества или продължително време, могат да предизвикат отравяне с гинкотоксин (4'-О-methylpyridoxine). Изследвания показват, че конвулсиите, причинени от гинкотоксина, могат да бъдат предотвратени или прекратени с пиридоксин.
Заради статута си в будизма и конфуцианството, гинко са широко засадени в Корея и части на Япония, като има индивиди, надхвърлящи 1500-годишна възраст. Листото на дървото е символ на школата по японска чайна церемония урасенке и символ на Токио.

### В медицината
В последно време препарати на основата на съединения, извличани от листата на гинко, намират твърде широко приложение в лекарствената терапия на някои съдови заболявания, при атеросклероза, разсеяна склероза, за подобрение на паметта и концентрацията на вниманието. В края на 20 век „Гинко“ стана моден препарат. Обаче във връзка с разширяващото се и често безконтролно прилагане на лекарствени препарати с гинко, както и използването му в състава на биологично активни добавки, постепенно се е увеличил и броят на регистрираните нежелателни странични ефекти (напр. алергия и др.). Съществуват много мнения относно ефективността на препаратите, съдържащи съединения от листата на гинко, от положителни до критични статии в медицинските списания. Редица изследователи смятат, че тези препарати не допринасят за забележимо подобрение на паметта, въпреки че усилват микроциркуляцията на кръвта в тъканите и органите. Съществуват данни от клинични изследвания, сочещи, че продължителното прилагане на такива препарати повишава риска от инсулти. Затова прилагането на препарати на основата на гинко без консултация с лекар е нежелателно. Приемането на всякакви препарати с гинко по време на бременност и кърмене е противопоказно.
В САЩ продуктът „Ginkgo biloba“, извличан от листата на гинко, не е получил одобрение от страна на американския регулатор Агенция за контрол на храните и лекарствата (FDA) като безопасно и ефективно лекарство срещу никое заболяване.

## Галерия
- Ствол и клони
- Напречно сечение на ствол
- Мъжки съцветия
- Есенна окраска
- Плодове
- Зрял плод
- Костилки
- Покълнала костилка